# Party for Two
Singles de Shania Twain
It Only Hurts When I'm Breathing
(2004) Don't!
(2005)
Party for Two est le premier extrait de la compilation de Shania Twain, Greatest Hits sortie en 2004.
La chanson écrite pas Mutt Lange et Twain a été enregistrée dans deux versions ; une pop en duo avec Mark McGrath et une country avec Billy Currington.

## Succès de la chanson
Aux États-Unis, sur les palmarès country, la chanson débute en 39e position et sera à Noël en 7e position. Sur les palmarès adulte contemporain, la chanson débute en 36e position et sera en janvier 2005 en 16e position. Sur les palmarès officiels, la chanson débute en 73e position et sera le 11 décembre 2005 en 58e position.
Au Royaume-Uni, la chanson débute en 10e position. Il reste dans les charts 9 semaines. La chanson sera au top 10 dans les pays suivants: Autriche, Canada, Danemark, Portugal, Allemagne et Portugal.

## Charts mondiaux
| Pays                             | Meilleure Position |
| -------------------------------- | ------------------ |
| Allemagne                        | 7                  |
| Autriche                         | 6                  |
| Canada                           | 2                  |
| Danemark                         | 4                  |
| Irlande                          | 41                 |
| Norvège                          | 11                 |
| Pays-Bas                         | 44                 |
| Portugal                         | 4                  |
| Roumanie                         | 29                 |
| Royaume-Uni                      | 10                 |
| Suède                            | 20                 |
| Suisse                           | 13                 |
| États-Unis Billboard Hot 100     | 58                 |
| États-Unis Billboard Pop 100     | 16                 |
| États-Unis Billboard Hot Country | 7                  |